# Goran Zakarić
Goran Zakarić (Bosanska Gradiška, 7 novembre 1992) è un calciatore bosniaco, centrocampista del Vardar.

## Carriera

### Club
Ha giocato in massima serie e in UEFA Europa League con la maglia dello Široki Brijeg.

### Nazionale
Il 4 settembre 2014 debutta in nazionale nell'amichevole vinta per 3-0 contro il Liechtenstein.

## Palmarès

### Club

#### Competizioni nazionali
- Campionato bosniaco: 2

Zrinjski Mostar: 2015-2016
Borac Banja Luka: 2020-2021
- Coppa di Bosnia: 1

Željezničar: 2017-2018
- Coppa di Serbia: 1

Partizan: 2018-2019
- Coppa di Macedonia: 1

Vardar: 2024-2025